# Arthur Shadwell
Arthur Shadwell (født 21. september 1854, død 1936) var en engelsk socialøkonom og journalist.
Shadwell studerede medicin og praktiserede som læge 1883—87, men fulgte så sine tilbøjeligheder for rejseliv, socialøkonomiske studier og fra 1889 også for publicistisk virksomhed. Han har en årrække været en flittig medarbejder i Times, Standard og månedsskrifter, foruden i Encyclopædia Britannica, til hvilke han har bidraget med mange afhandlinger om sociologiske, økonomiske og folkehygieiniske emner. Hans hovedværk er Industrial Efficiency: a comparative study of industrial life in England, Germany and America (1906; ny populær og øget udgave 1909), en udredning af de industrielle hovedlandes forudsætninger for den internationale konkurrence.